# 1-я гвардейская воздушно-десантная дивизия
1-я гвардейская воздушно-десантная Звенигородско-Бухарестская Краснознамённая ордена Суворова дивизия — соединение (воздушно-десантная дивизия) РККА ВС СССР в Великой Отечественной войне

## История
Приказом от 8 декабря 1942 года, сформирована в декабре 1942 года на базе управления 4-го воздушно-десантного корпуса 2-го формирования и 1-й воздушно-десантной бригады.
После сформирования включена в особую группу войск под командованием генерал-полковника М. С. Хозина, которая в середине февраля сосредоточилась южнее Залучья для ввода в прорыв в полосе наступления 1-й ударной армии. В марте и августе 1943 года вела безуспешные наступательные бои с целью разгрома старорусской группировки противника и овладения городом Старая Русса. Тем не менее 18 августа 1943 года перерезала дорогу Старая Русса — Холм, вышла к реке Порусье на участке деревень Чириково (положение на карте) — Котово(положение на карте) и закрепилась. После боёв выведена в резерв на отдых и пополнение, и в сентябре 1943 года направлена на Степной фронт.
Участвовала в боях при завершении освобождения Левобережной Украины в районе восточнее Кременчуга, 9 октября 1943 года форсировала Днепр в районе острова Молдаван (положение на карте), Солошино, Переволочная, находясь во втором эшелоне армии. В октябре-декабре 1943 года наступала на криворожском и кировоградском направлениях.
В январе-феврале 1944 года принимала участие в Корсунь-Шевченковской операции, в том числе, замкнув кольцо окружения в районе Звенигородки.
Приказом Ставки ВГК от 13.02.1944 года № 030 в ознаменование одержанной победы соединения и части, отличившиеся в боях за освобождение города Звенигородка, получили наименование «Звенигородских». Среди них была и 1-я гвардейская воздушно-десантная дивизия,.
В марте-апреле 1944 года принимает участие в Уманско-Ботошанской операции, в ходе которой достигла Днестра в районе города Дубоссары. В ходе Ясско-Кишинёвской операции наступала во втором эшелоне на фокшанском направлении и 31 августа 1944 года вступила в Бухарест.
В конце сентября достигла румыно-венгерской границы северо-западнее города Арад, откуда 6 октября 1944 года начала наступление в ходе Дебреценской операции и вышла к реке Тиса, которую форсировала в ноябре 1944 года уже в ходе Будапештской стратегической операции. К концу февраля 1945 года вышла на реку Грон, участвовала в Братиславско-Брновской операции и Пражской операции.
В июне—июле 1945 года передислоцирована на территорию Монголии в район г. Чойбалсан, где в августе 1945 года приняла участие в Хингано-Мукденской операции, закончила войну в районе Тунляо, где впервые за время существования дивизии она была высажена десантом.

## Подчинение
| Дата                 | Фронт (округ)         | Армия      | Корпус (группа)                    | Примечания                           |
| -------------------- | --------------------- | ---------- | ---------------------------------- | ------------------------------------ |
| 1 января 1943 года   | РВГК                  |            |                                    |                                      |
| 1 февраля 1943 года  | РВГК                  |            |                                    |                                      |
| 1 марта 1943 года    | Северо-Западный фронт | 68-я армия |                                    |                                      |
| 1 апреля 1943 года   | Северо-Западный фронт | 68-я армия |                                    |                                      |
| 1 мая 1943 года      | Северо-Западный фронт | 68-я армия |                                    |                                      |
| 1 июня 1943 года     | Северо-Западный фронт | 34-я армия | 12-й гвардейский стрелковый корпус |                                      |
| 1 июля 1943 года     | Северо-Западный фронт | 34-я армия | 12-й гвардейский стрелковый корпус |                                      |
| 1 августа 1943 года  | Северо-Западный фронт | 34-я армия | 12-й гвардейский стрелковый корпус |                                      |
| 1 сентября 1943 года | РВГК                  |            | 82-й стрелковый корпус             |                                      |
| 1 октября 1943 года  | Степной фронт         | 37-я армия | 82-й стрелковый корпус             |                                      |
| 1 ноября 1943 года   | 2-й Украинский фронт  | 37-я армия | 57-й стрелковый корпус             |                                      |
| 1 декабря 1943 года  | 2-й Украинский фронт  | 37-я армия | 57-й стрелковый корпус             |                                      |
| 1 января 1944 года   | 2-й Украинский фронт  | 37-я армия |                                    |                                      |
| 1 февраля 1944 года  | 2-й Украинский фронт  | 53-я армия | 26-й гвардейский стрелковый корпус |                                      |
| 1 марта 1944 года    | 2-й Украинский фронт  | 53-я армия |                                    |                                      |
| 1 апреля 1944 года   | 2-й Украинский фронт  | 53-я армия | 49-й стрелковый корпус             |                                      |
| 1 мая 1944 года      | 2-й Украинский фронт  | 53-я армия | 49-й стрелковый корпус             |                                      |
| 1 июня 1944 года     | 2-й Украинский фронт  | 53-я армия | 49-й стрелковый корпус             |                                      |
| 1 июля 1944 года     | 2-й Украинский фронт  | 53-я армия | 49-й стрелковый корпус             |                                      |
| 1 августа 1944 года  | 2-й Украинский фронт  | 53-я армия |                                    |                                      |
| 1 сентября 1944 года | 2-й Украинский фронт  | 53-я армия | 49-й стрелковый корпус             |                                      |
| 1 октября 1944 года  | 2-й Украинский фронт  | 53-я армия | 49-й стрелковый корпус             |                                      |
| 1 ноября 1944 года   | 2-й Украинский фронт  | 53-я армия | 49-й стрелковый корпус             |                                      |
| 1 декабря 1944 года  | 2-й Украинский фронт  | 53-я армия | 57-й стрелковый корпус             |                                      |
| 1 января 1945 года   | 2-й Украинский фронт  | 53-я армия | 24-й гвардейский стрелковый корпус |                                      |
| 1 февраля 1945 года  | 2-й Украинский фронт  | 53-я армия | 49-й стрелковый корпус             |                                      |
| 1 марта 1945 года    | 2-й Украинский фронт  | 53-я армия | 49-й стрелковый корпус             |                                      |
| 1 апреля 1945 года   | 2-й Украинский фронт  | 53-я армия | 57-й стрелковый корпус             |                                      |
| 1 мая 1945 года      | 2-й Украинский фронт  | 53-я армия | 49-й стрелковый корпус             | Пражская операция                    |
| 1 июня 1945 года     |                       | 53-я армия |                                    | Передислокация в Монголию            |
| 1 июля 1945 года     | Забайкальский фронт   | 53-я армия |                                    | Подготовка к Советско-японской войне |
| 1 августа 1945 года  | Забайкальский фронт   | 53-я армия |                                    | Хингано-Мукденская операция          |
| 1 сентября 1945 года | Забайкальский фронт   | 53-я армия |                                    |                                      |

## Состав
- 3-й гвардейский воздушно-десантный стрелковый полк
- 6-й гвардейский воздушно-десантный стрелковый полк
- 13-й гвардейский воздушно-десантный стрелковый полк
- 4-й гвардейский воздушно-десантный артиллерийский полк
- 2-й отдельный гвардейский истребительно-противотанковый дивизион
- 5-я отдельная гвардейская разведывательная рота
- 7-й отдельный гвардейский сапёрный батальон
- 8-я отдельная гвардейская рота связи (с 8 декабря 1944 года — 170 отдельный гвардейский батальон связи)[3]
- 9-я отдельная гвардейская рота химической защиты
- 12-й медико-санитарный батальон
- 10-я отдельная автотранспортная рота
- 11-я полевая хлебопекарня
- 13-й дивизионный ветеринарный лазарет
- 2364-я полевая почтовая станция
- 1813-я полевая касса Госбанка

Периоды вхождения в состав Действующей армии:
- 18 февраля 1943 года −29 августа 1943 года;
- 7 сентября 1943 года −11 мая 1945 года;
- 9 августа 1945 года −3 сентября 1945 года

## Укомплектованность
- По состоянию на 25 сентября 1943 года: 8256 человек, 499 ручных пулемётов, 166 станковых пулемётов, 85 единиц 82-мм миномётов, 24 единицы 120-мм миномёта, 48 единиц 45-мм орудий, 36 единиц 76-мм орудий, 12 единиц 122-мм орудий. Также в состав каждого полка входила батарея 57-мм противотанковых орудий.

## Командиры
- Жадов, Алексей Семёнович, генерал-майор — (июнь 1941 года — август 1941 года)
- Казанкин, Александр Фёдорович, генерал-майор — (08.12.1942 — 11.12.1943)
- Кащеев, Борис Иванович, и. о., полковник — (12.12.1943 — 17.12.1943)
- Михеенко, Яков Семёнович, полковник — (18.12.1943 — 02.07.1944)
- Соболев, Дмитрий Филиппович, полковник, с 29 мая 1945 года генерал-майор — (03.07.1944 — 12.09.1945)

## Отличившиеся воины дивизии
- Абуталипов, Ануар, командир пулемётного расчёта 13-го гвардейского воздушно-десантного полка, гвардии красноармеец. Звание присвоено 24 марта 1945 года за бои в ноябре 1944 года на реке Тиса.
- Аксёнов, Александр Михайлович, командир стрелковой роты 6-го гвардейского воздушно-десантного стрелкового полка, гвардии старший лейтенант. Звание присвоено 22 февраля 1944 года за прорыв сильно укреплённой оборонительной линии противника.
- Бабич, Андрей Фёдорович, сапёр 7-го отдельного гвардейского воздушно-десантного сапёрного батальона (1-я гвардейская воздушно-десантная дивизия, 53-я армия, 2-й Украинский фронт) гвардии ефрейтор, младший сержант (командир сапёрного отделения, гвардии сержант). Полный кавалер Ордена Славы.
- Бедренко, Николай Васильевич, сапёр 7-го отдельного гвардейского воздушно-десантного батальона, гвардии ефрейтор. Звание присвоено 28 апреля 1945 года за бои в ноябре 1944 года на реке Тиса.
- Громов (Гарварт), Иван Иванович, командир 3-го гвардейского воздушно-десантного полка, гвардии майор. Герой Советского Союза. Звание присвоено 24 марта 1945 года за бои в ноябре 1944 года на реке Тиса.
- Деженин, Пётр Сергеевич, помощник командира сапёрного взвода 3-го гвардейского воздушно-десантного полка, гвардии старший сержант. Звание присвоено 24 марта 1945 года за бои в ноябре 1944 года на реке Тиса.
- Исхаков, Зиновий Генатулаевич, командир 13-го гвардейского воздушно-десантного полка, гвардии подполковник. Звание присвоено 24 марта 1945 года за бои в ноябре 1944 года на реке Тиса.
- Камоликов, Дмитрий Тимофеевич, командир отделения 3-го гвардейского Бухарестского воздушно-десантного полка, гвардии сержант. Герой Советского Союза. Звание присвоено 24 марта 1945 года за бои в ноябре 1944 года на реке Тиса.
- Карачков, Константин Алексеевич, старшина батареи 76-миллиметровых пушек 6-го гвардейского воздушно-десантного полка, гвардии старшина. Звание присвоено 24 марта 1945 года за бои в августе 1944 года на территории Румынии.
- Купин, Фёдор Николаевич, разведчик 5-й гвардейской отдельной воздушно-десантной разведывательной роты, гвардии рядовой. Герой Советского Союза. Звание присвоено 24 марта 1945 года за бои в ноябре 1944 года на реке Тиса.
- Кушнов, Михаил Петрович, командир взвода 3-го гвардейского воздушно-десантного полка, гвардии лейтенант. Герой Советского Союза. Звание присвоено 24 марта 1945 года за бои в ноябре 1944 года на реке Тиса.
- Лытанов, Пётр Степанович, командир отделения 5-й гвардейской отдельной воздушно-десантной разведроты, гвардии сержант. Герой Советского Союза. Звание присвоено 24 марта 1945 года за бои в ноябре 1944 года на реке Тиса.
- Лытин, Дмитрий Константинович, командир отделения 5-й гвардейской отдельной воздушно-десантной разведроты, гвардии старший сержант. Герой Советского Союза. Звание присвоено 24 марта 1945 года за бои в ноябре 1944 года на реке Тиса.
- Мещерягин, Михаил Николаевич, командир орудия 4-го гвардейского артиллерийского полка, гвардии старшина. Герой Советского Союза. Звание присвоено 24 марта 1945 года за героизм, проявленный в бою за город Карцаг (Венгрия).
- Мыльников, Георгий Степанович, командир сапёрного взвода 7-го гвардейского отдельного сапёрного батальона, гвардии лейтенант. Герой Советского Союза. Звание присвоено 28 апреля 1945 года за бои в ноябре 1944 года на реке Тиса.
- Ретюнский, Александр Петрович, командир телефонного отделения роты связи 3-го гвардейского воздушно-десантного стрелкового Бухарестского полка, гвардии старший сержант. Герой Советского Союза. Звание присвоено 24 марта 1945 года за бои в ноябре 1944 года на реке Тиса.
- Рощин, Николай Андреевич, командир отделения сапёрного взвода 3-го гвардейского воздушно-десантного стрелкового полка, гвардии сержант. Герой Советского Союза. Звание присвоено 24 марта 1945 года за бои в ноябре 1944 года на реке Тиса.
- Сахаров, Алексей Фёдорович, гвардии старшина, командир орудийного расчёта 4-го гвардейского артиллерийского полка.
- Соболев, Дмитрий Филиппович, гвардии полковник, командир дивизии. Указ Президиума Верховного Совета СССР от 28 апреля 1945 года.
- Степанов, Михаил Карпович, гвардии младший лейтенант, командир роты 13 гвардейского воздушно-десантного полка. Указ Президиума Верховного Совета СССР от 24 марта 1945 года.
- Шатров, Виктор Степанович, командир батальона 3-го гвардейского воздушно-десантного полка, гвардии старший лейтенант. Герой Советского Союза. Звание присвоено 22 февраля 1944 года за бой 15 октября 1943 года (с батальоном прорвал оборону противника в районе села Мишурин Рог (Верхнеднепровский район, Днепропетровской области).

## Награды дивизии
- декабрь 1942 года —  Почетное звание «Гвардейская» — присвоено приказом Народного комиссара обороны СССР за проявленную отвагу в боях за Отечество с немецкими захватчиками, за стойкость, мужество, дисциплину и организованность, за героизм личного состава;
- 13 февраля 1944 года — Почетное наименование «Звенигородская» — присвоено приказом Верховного Главнокомандующего № 030 от 13 февраля 1944 года в ознаменование одержанной победы и отличие в боях с немецкими захватчиками за освобождение Звенигородки;
- 8 апреля 1944 года —  Орден Суворова 2 степени — награждена указом Президиума Верховного Совета СССР от 8 апреля 1944 года за образцовое выполнение заданий командования при форсировании Днестра, овладение городом и важным железнодорожным узлом Бельцы, выход на государственную границу и проявленные при этом доблесть и мужество.[7]
- 17 сентября 1944 года — Почетное наименование «Бухарестская» — присвоено приказом Верховного Главнокомандующего № 0315 от 17 сентября 1944 года за отличие в боях с немецкими захватчиками на подступах к Бухаресту;
- 20 сентября 1945 года —  Орден Красного Знамени — награждена указом Президиума Верховного Совета СССР от 20 сентября 1945 года за образцовое выполнение заданий командования в боях против японских войск на Дальнем Востоке при прорыве Маньчжуро-Чжалайнурского и Халун-Аршанского укреплённых районов, форсировании горного хребта Большой Хинган, овладение городами Чанчунь, Мукден, Цицикар, Жэхэ, Дайрэн, Порт-Артур и проявленные при этом доблесть и мужество.[8]

Награды частей дивизии:
- 3-й гвардейский воздушно-десантный стрелковый Бухарестский[9] ордена Богдана Хмельницкого[10](Орден Богдана Хмельницкого II степени) полк
- 6-й гвардейский воздушно-десантный стрелковый ордена Суворова[10] полк
- 13-й гвардейский воздушно-десантный стрелковый ордена Суворова[11] полк
- 4-й гвардейский воздушно-десантный артиллерийский ордена Кутузова[11] полк
- 7-й отдельный гвардейский воздушно-десантный сапёрный ордена Александра Невского[12] батальон

## Прочие факты
- В дивизии с мая 1942 года по декабрь 1942 года был сын полка — Василий Никандров, впоследствии полный кавалер Ордена Славы.
- В звании гвардии младшего лейтенанта комсоргом батальона 13-го воздушно-десантного стрелкового полка дивизии служил Пётр Ластивка, будущий Народный артист Украинской ССР.
- Медалью «За отвагу» награжден Меер Шмульевич Шульруфер — отец артиста эстрады Яна Арлазорова; лейтенант медицинской службы, начальник медицинского снабжения 12-го отдельного медсанбата дивизии[13].